# تولبازی (شهرستان کوشنارنکوفسکی، باشقیرستان)
تولبازی (انگلیسی: Tolbazy, Kushnarenkovsky District, Republic of Bashkortostan) یک شهرک در شهرستان کوشنارنکوفسکی جمهوری باشقیرستان در کشور روسیه است.